# Аница Назор
Аница Назор (на хърватски: Anica Nazor) е хърватска филоложка, палеославистка, академик на Хърватската академия на науката и изкуствата.

## Биография
Родена е на 2 февруари 1935 г. в Потоци, община Дървар, Югославия (днес Босна и Херцеговина). През 1959 г. завършва югославистика и русистика в Загребския университет. След това започва да преподава в университета в Задар, в Катедрата по славянска филология. От 1962 г. работи като научен сътрудник в Старославенския институт в Загреб (Хърватска академия на науките и изкуствата). От 1992 г. е избрана за академик на Хърватската академия на науката и изкуствата. От 1967 г. до пенсионирането си през 2005 г., с прекъсване от 1978 г. до 1986 г., е директорка на Старославенския институт.
Проучва текстологично и езиково редица малко известни текстове от хърватските глаголически ръкописи – житие на св. Никола, житие на св. Георги, апокриф за Авраам, Луцидар – превод на латинския Elucidarium на Хонорий Аутунски от XII в., като сравнява, в зависимост от текста, с латински, гръцки, старобългарски версии. Подробно анализира и издава новооткрити листове от глаголическите Пазински фрагменти от началото на XIV в., в които идентифицира части от Никодимовото евангелие, от Мъчение на св. Анастасия (Фармаколитрия) от Сирмиум, от Деяния на апостолите Андрей и Матей. Има принос в издаването на Речник на думите, използвани в средновековните хърватски глаголически книги.
Удостоявана е с редица награди за принос към хърватската култура – държавната награда за популяризиране и проучване на хърватското глаголическо наследство (2007), с медал с лика на Руджер Бошкович и др.